# Vilnius län
Vilnius är ett län i östra Litauen. Totalt har länet 849 815 invånare och en area på 9 651 km². Huvudstaden är Vilnius.

## Historia
Området tillhörde ursprungligen det polsk-litauiska samväldet, men överfördes till Kejsardömet Ryssland efter Polens delningar där blev den västra delen av guvernementet Vilna. Efter ryska revolutionen utkämpades strider mellan Röda armén, polska trupper och litauiska självständighetskämpar och 1922 införlivades området slutligen med  andra polska republiken.
Under andra världskriget erövrades området först av Röda armén, sedan av nazityska trupper och slutligen av Röda armén efter Nazitysklands sammanbrott. Efter krigsslutet 1945 införlivades området i Litauiska SSR i Sovjetunionen och det övergick 1991 till det självständiga Litauen.
Den 1 juli 2010 avskaffades länsstyrelsen, varefter länet numera endast är en territoriell och statistisk enhet.